# Gaturro
Gaturro este numele unui film de animație realizat prin tehnologie 3D după personajul cu același nume din benzile desenate, creație a lui Cristian Dzwonik, un animator din Buenos Aires, faimos în Argentina, cunoscut sub pseudonimul „Nik”.

## Sinopsis
Gaturro este un motan care se hotărăște, sfătuit de simpaticii lui prieteni, să renunțe la viața de până atunci, mai degrabă asemănătoare unei mâțe de salon, și să calce în luminile rampei în tentativa sa disperată de a intra în grațiile Agathei, pisica visurilor sale. Aspirațiile actoricești ale lui Gaturro devin realitate cu ajutorul lui Rat Pitt, un șobolan haios cu personalitate artistică ce se va implica în toate acțiunile noului și neobișnuitului său prieten.
Scenele pline de umor sunt completate de Agatha, pisica mereu nehotărâtă, balansând între dragostea pentru Gaturro și ideea de protecție oferită de Max, pisoiul rival care recurge la cele mai năstrușnice planuri pentru a o împiedica pe Agatha să se apropie de Gaturro.

## În România
„Gaturro-the movie” (sau „Gaturro-La pelicula”- titlul original) a fost dublat în românește de Nord Media Global Studio și distribuit în cinematografele din România de New Film's România sub numele de „Gaturro-Marea Pisiceală”.
Personajele filmului de animație au vorbit în românește grație interpretării artiștilor :
- GATURRO  - Cosmin Arsene
- AGATHA     - Roxana Constantin
- MAX            - Ioan Brancu
- LONGO       - Nicolae Cuncea
- KITTY KAT  - Andreea Toroican
- RAT PITT   - Ștefan Constantin

Piesele muzicale de pe coloana sonoră a filmului au fost interpretate de Roxana Constantin, Ștefan Constantin și Cosmin Arsene.
Filmul a fost lansat în Argentina în septembrie 2010, iar în cinematografele din România rulează din octombrie 2011.